# Shlomi Arbeitman
Shlomi Arbeitman (in ebraico שלומי ארביטמן‎?; Natanya, 14 maggio 1985) è un ex calciatore israeliano, di ruolo attaccante.

## Palmarès

### Club
- Ligat ha'Al: 2

Maccabi Haifa: 2005-2006, 2008-2009
- Toto Cup: 1

Maccabi Haifa: 2005-2006

### Individuale
- Capocannoniere del campionato israeliano: 1

2009-2010 (28 reti)